# Real time PCR
La PCR quantitativa (in inglese real time PCR o quantitative PCR, abbreviato qPCR) è un metodo che simultaneamente amplifica (reazione a catena della polimerasi o PCR) e quantifica il DNA, simile ma da non confondere col metodo RT-PCR (Reverse transcriptase-PCR).
Il DNA è amplificato da reazioni a catena della DNA-polimerasi. Dopo ogni turno di amplificazione, il DNA è quantificato. I metodi comuni di quantificazione includono l'uso delle colorazioni fluorescenti che intercalano con il DNA doppio-filamento (ds) e gli oligonucleotidi modificati del DNA (denominati sonde) che sono fluorescenti una volta ibridati con un DNA. Spesso la PCR real-time è combinata con la PCR Retro Trascrizionale (RT-PCR) per quantificare i livelli di espressione di specifici RNA: la retro-trascrizione (o trascrizione inversa) produce del DNA complementare a singolo filamento detto cDNA (complementary DNA) mantenendo inalterati i rapporti relativi di concentrazione delle diverse specie degli RNA. In questo modo è possibile, ad esempio, misurare l'espressione relativa di un gene ad un tempo particolare, o in una cellula o in un tipo particolare di tessuto. La combinazione di queste due tecniche è spesso denominata RT-PCR quantitativa.

## Saggio quantitativo con la PCR real-time
Similmente alle reazioni di PCR, sono richiesti diversi passaggi per sviluppare un'analisi quantitativa di PCR. Questi includono: 
- la produzione di filamenti stampo puliti;
- la progettazione di inneschi;
- l'ottimizzazione degli stati di reazione.

Per alcuni geni bersaglio, le impostazioni degli inneschi e le condizioni ottimizzate sono state raccolte in alcune banche dati per facilitare lo sviluppo delle analisi. In una reazione tipica, il prodotto di PCR si raddoppia ad ogni ciclo dell'amplificazione. Siccome sono necessari parecchi cicli affinché abbastanza prodotto sia rilevabile, il diagramma della fluorescenza sul numero dei cicli esibisce un andamento sigmoide. Nei cicli finali, i substrati di reazione iniziano a scarseggiare, i prodotti di PCR non raddoppiano e la curva comincia ad appiattirsi. Il punto sulla curva in cui la quantità di fluorescenza comincia ad aumentare velocemente, solitamente alcuni scarti quadratici medi sopra la linea di base, è chiamato il ciclo soglia (valore di Ct). Il diagramma di Ct su DNA stampo è lineare, così un confronto dei valori di Ct fra reazioni multiple permette di calcolare la concentrazione dell'acido nucleico che si vuole quantificare. La pendenza di questa linea fornisce inoltre una misura dell'efficienza della PCR. Alcuni strumenti permettono agli utenti di generare delle curve di melting che seguono il completamento della PCR. Le curve di melting forniscono un'indicazione della purezza del prodotto di reazione e rivelano la presenza di dimeri degli inneschi.

## Marcatura fluorescente
Può essere effettuata attraverso l'uso di due diverse tecnologie:
- intercalanti fluorescenti, ovvero molecole che si insinuano in qualche modo nella doppia elica di DNA e donano una colorazione visibile in fluorescenza;
- sonde fluorescenti, ovvero costrutti oligonucleotidici sintetici in grado di donare selettivamente la fluorescenza ai segmenti amplificati.

### Intercalanti fluorescenti
Per valutare in tempo reale la quantità di DNA a doppio filamento presente dopo ogni ciclo di sintesi, nella miscela di reazione è presente il SYBR Green, un composto fluorescente intercalante del DNA. La fluorescenza del SYBR Green aumenta considerevolmente nel momento in cui la molecola si intercala nel solco minore del DNA a doppio filamento, pertanto, la misura quantitativa della fluorescenza emessa è direttamente proporzionale alla quantità di DNA a doppio filamento presente in ogni campione (che è, a sua volta, proporzionale alla quantità di DNA presente nel campione iniziale), a patto che la molecola intercalante sia presente in eccesso. La lettura della fluorescenza avviene al termine di ogni ciclo di amplificazione. L'uso di molecole fluorescenti intercalanti è un metodo efficace e relativamente economico, tuttavia questo sistema non è in grado di discriminare tra i prodotti specifici di amplificazione e altri prodotti aspecifici, come dimeri di primer.

### Reporter a sonde fluorescenti
L'utilizzo di sonde rivelatrici di fluorescenza è il più accurato e il più affidabile dei metodi, ma anche il più costoso. Esso utilizza un RNA a sequenza specifica o una sonda basata su DNA per quantificare solamente il DNA contenente la sequenza della sonda; quindi, l'uso di una sonda rivelatrice incrementa significativamente la specificità, e permette la quantificazione regolare in presenza di prodotti di amplificazione non specifici (i coloranti fluorescenti, come ad esempio il SYBR Green, rivelano l'amplificazione di qualsiasi frammento di DNA). Un comune esempio è rappresentato dal metodo TaqMan e dai fari molecolari.
In particolar modo, in base a questo metodo, la valutazione quantitativa dell'acido nucleico è affidata alla rilevazione e alla conseguente quantificazione di un "reporter" fluorescente il cui segnale cresce in maniera proporzionale alla quantità di prodotto di PCR nella reazione. A tal proposito viene disegnata la sonda gene-specifica che si appaia nella zona compresa fra i due primer (forward e reverse). Tale sonda, generalmente lunga 20-30 paia di basi, contiene un colorante fluorescente (Reporter), solitamente di colore verde, all'estremità 5' ed un colorante spegnitore (o smorzante), di colore rosso, all'estremità 3'. In condizioni di normale appaiamento sonda-DNA stampo, se il campione viene irradiato, l'energia fluorescente emessa dal colorante ad alta energia in 5' viene assorbita totalmente dal quencher a bassa energia.
Fino a quando, in altri termini, la sonda resta intatta la vicinanza tra reporter fluorescente e quencher annulla l'emissione del segnale di fluorescenza perché si verifica un trasferimento di energia dal primo al secondo. Nel momento in cui la DNA-polimerasi, replicando lo stampo, incontra la sonda appaiata al suo interno, grazie alla sua attività esonucleasica 5' → 3', comincia a degradarla. L'allontanamento tra il reporter ed il quencher pone fine all'attività di assorbimento di quest'ultimo e fa in modo che il reporter inizi ad emettere fluorescenza. Quest'ultima incrementerà a ogni ciclo proporzionalmente al tasso di degradazione della sonda. L'accumularsi del prodotto amplificato viene rivelato monitorando quindi l'incremento di fluorescenza del reporter.
Registrando la quantità di emissione fluorescente per ogni ciclo è possibile monitorare la reazione di polimerizzazione durante la sua fase esponenziale, nella quale il primo incremento significativo di prodotti neo-sintetizzati è collegato alla concentrazione iniziale di stampo nel campione. Infatti, maggiore è il numero di copie iniziali dell'acido nucleico, prima si osserverà un incremento significativo della fluorescenza.

## Quantificazione
Si può effettuare una quantificazione assoluta delle concentrazioni di specifici RNA producendo una curva standard di calibrazione; in alternativa si può effettuare una quantificazione relativa rapportando la loro quantità rispetto a quella di un gene di controllo. La quantificazione assoluta può utilizzare dei campioni standard (DNA plasmidico o altre forme di DNA) la cui concentrazione assoluta sia nota. Si deve essere certi, tuttavia, che l'efficienza della PCR sia la stessa per i campioni noti e per quelli incogniti. Il metodo della quantificazione relativa è più semplice poiché richiede la quantificazione di geni di controllo o geni costitutivi per normalizzare l'espressione del gene studiato. Tuttavia, la selezione dei geni di controllo adatti può causare problemi poiché possono non essere espressi ugualmente attraverso tutti i campioni incogniti. Ciò può essere risolto normalizzando le misure con un insieme di geni costitutivi per evitare tale problema di variabilità.